# Елга (приток Вятки)
Елга — река в России, протекает в Белохолуницком районе Кировской области. Устье реки находится в 1013 км по левому берегу реки Вятки. Длина реки составляет 29 км, площадь водосборного бассейна 137 км².
Исток реки в болотах в 6 км к востоку от посёлка Каменное (Троицкое сельское поселение). Река течёт на север по ненаселённому и заболоченному лесу. Впадает в Вятку у нежилой деревни Тёмное. Ширина реки незадолго до устья — 12 метров.

## Данные водного реестра
По данным государственного водного реестра России относится к Камскому бассейновому округу, водохозяйственный участок реки — Вятка от истока до города Киров, без реки Чепца, речной подбассейн реки — Вятка. Речной бассейн реки — Кама.
Код объекта в государственном водном реестре — 10010300212111100030320.